# Ba'al Shem Tov
Israel ben Eliezer, (in ebraico ישראל בן אליעזר‎?, Yiśrā'ēl ben Ĕlī‛ezer), meglio noto come il Baʻal Shem Tov (in ebraico בעל שם טוב‎?, Baʻal Šēm-Ṭōv) (Podolia, 1698 – Medžybiž, 1760), è stato un rabbino e mistico polacco.
Noto anche con il soprannome di Besht (BeShT, acronimo di Baʻal Shem Tov), per la sua reputazione di guaritore itinerante, fondatore del moderno chassidismo: l'appellativo Baʿal Shem Ṭov significa infatti Maestro del Nome di Dio, ma può essere tradotto anche come Maestro del Buon Nome.

## Nome e origini
Conosciuto principalmente tra gli ebrei religiosi come il santo Baal Shem, o più comunemente Baʿal Shem Ṭov. L'appellativo attribuito a ben Eliezer viene solitamente tradotto come Maestro del Buon Nome, ma sono possibili almeno altre due interpretazioni:
- Buon Maestro del Nome, considerando Baal Shem come un'unità, con il significato di un rabbino che usa i Nomi divini per curare malattie e fare miracoli - quindi un effettivo Baal Shem. Infatti, come si vedrà in seguito,[5] Israel si creò una reputazione di guaritore e taumaturgo.
- Colui che ha una buona reputazione nella comunità, poiché idiomaticamente in ebraico Baal può significare uno caratterizzato da e Shem può significare reputazione, quindi: uno caratterizzato da una buona reputazione.

Il nome Beshṭ (בעש"ט) — acronimo prodotto dalle parole iniziali del titolo, bet ajin šin tet — è tipicamente utilizzato nella scrittura piuttosto che durante un discorso. L'appellativo Baal Shem non era esclusivo di Ben Eliezer; tuttavia fu lui a divenire più strettamente identificato con tale titolo, dato che fu il fondatore dell'ebraismo chassidico.

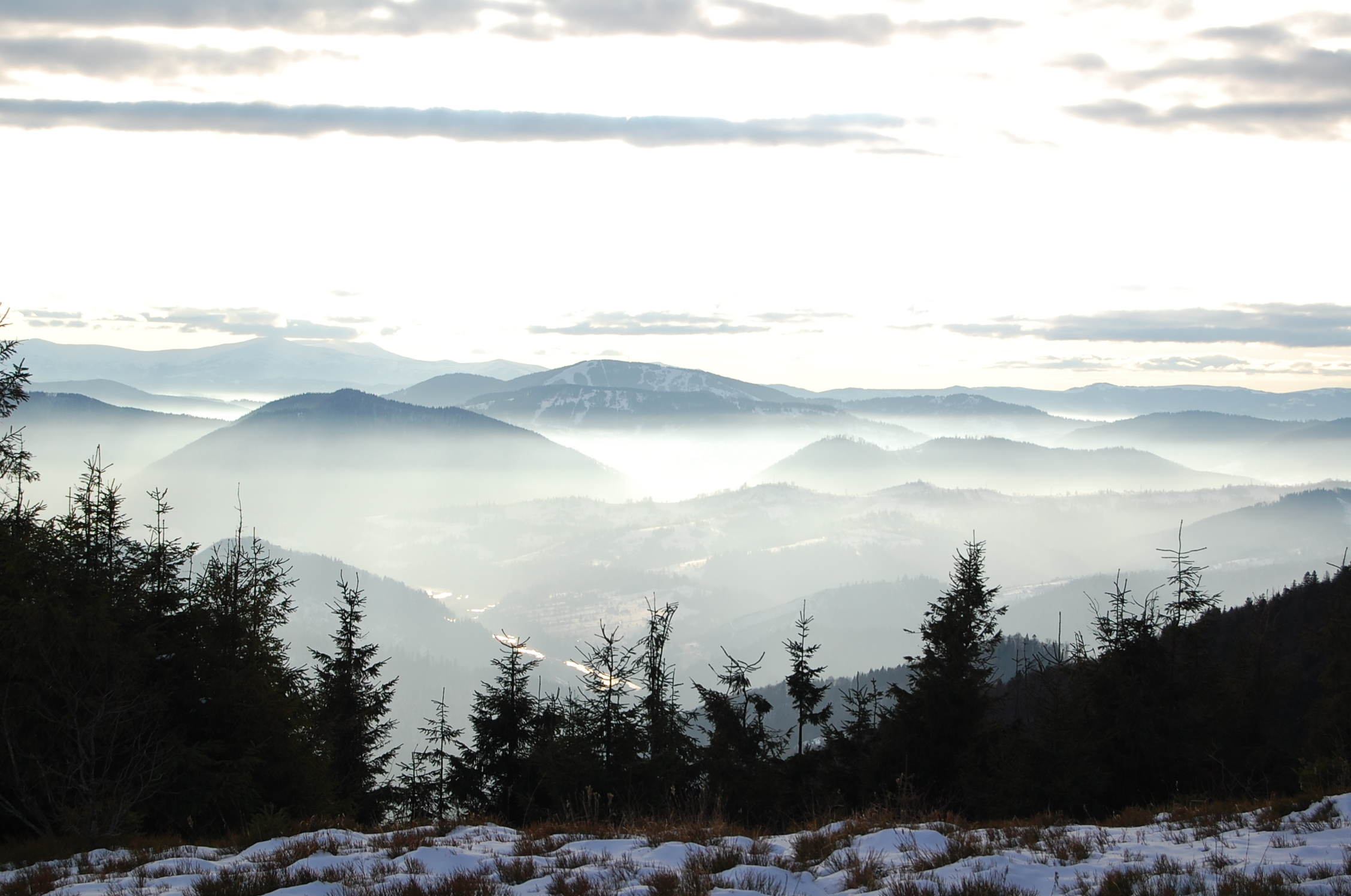
Il Baal Shem Tov viaggiò nei Carpazi ucraini prima di iniziare il suo insegnamento

Le poche notizie biografiche del Besht sono così intrecciate a leggende e miracoli che in molti casi è difficile estrapolarne fatti storici. Gli stessi chassidim in merito a queste leggende ritengono che sia un insieme insolito di sospetti da un lato, e fede ingenua, quasi naïve, dall'altro. Il Rebbe Shlomo di Rodomsk ha dichiarato in sintesi: "Chi crede a tutte le storie di miracoli del Baal Shem Tov in Shivhei HaBaal Shem Tov è uno sciocco, ma chi nega che avrebbe potuto farli è un apikoros o miscredente." Allo stesso modo, il Rebbe Mordechai di Neshkiz spiega: "Anche se una storia su di lui in realtà non fosse mai avvenuta e non vi fosse stato un dato miracolo, era nel potere del Baal Shem Tov, possa la sua memoria essere una benedizione per la vita del mondo a venire, fare ogni cosa."
Tuttavia, si ritiene che i suoi genitori fossero poveri - gente retta, onesta e pia. Quando Israel rimase orfano, la sua comunità si prese cura di lui. A scuola, si distinse solo per le sue frequenti sparizioni, ritrovandolo poi, sempre nei boschi che circondavano il luogo, mentre vagava tra le montagne dei Carpazi, godendone estaticamente della sua bellezza. Non dimostrò subito doti particolari, ma gli fu affidato l'incarico di radunare e portare i bambini allo Heder; svolse poi molti lavori, tra cui quello di assistente scolastico, guardiano di una sinagoga, minatore, taverniere. Soltanto verso i trent'anni divenne profondo studioso e mistico. Molti dei suoi discepoli credettero che discendesse dalla genealogia davidica, la Casa di Davide e, per estensione, dall'istituzione del Messia ebreo.

## Biografia
Israel nacque da genitori in età matura, Eliezer e Sarah, in una comunità vicino a Okopy Świętej Trójcy, una fortezza di nuova costruzione nei pressi della località di Kameniec nell'Ucraina occidentale, dove il fiume Zbruč si unisce al Dnestr. La fortezza venne eretta sulla nuova frontiera tra il Regno di Polonia e l'Impero ottomano. Situata nella terra storica di Podolia, buona parte del territorio a quel tempo, e per un breve periodo, fece parte dell'Impero Ottomano. Okopy nel XXI° secolo è un villaggio sito nel distretto di Rajon di Borschiv dell'Oblast' di Ternopil'.
Il Baal Shem Tov morì a Medzhybizh, a quel tempo parte della Corona del Regno di Polonia e nel ventunesimo secolo sita nella Oblast di Chmel'nyc'kyj in Ucraina.
Quando aveva solo cinque anni e mezzo, suo padre prima di morire gli disse: "Non aver timore di niente e nessuno eccetto che di Dio e ama tutti gli ebrei, non importa chi siano o cosa facciano". Così nel 1703 divenne orfano, e la comunità ebraica di Tloste lo adottò, provvedendo alle sue prime necessità. Spesso, dopo la conclusione quotidiana dei suoi studi presso lo Heder locale, andava a "vagare per i campi e boschi che circondavano il villaggio a meditare e godere delle meraviglie del creato". Nel 1710, finito lo Heder, divenne assistente di un Melamed. Al suo sedicesimo compleanno, si narra che "il profeta Elia gli apparisse e gli descrivesse i grandi effetti che le preghiere della gente semplice avevano in cielo." Verso il 1712 divenne un shammash della sinagoga locale.
Venne periodicamente assunto come assistente di un insegnante negli Heder, piccoli villaggi attraverso i quali entrambi passavano. Avrebbe poi raccontato che provava un grande piacere nell'accompagnare i bambini a scuola, utilizzando questa opportunità per recitare preghiere raccontandogli storie della Torah. L'innocenza dei bambini e la purezza con la quale pregavano, spiegava il Baal Shem Tov, donava all'Onnipotente grande soddisfazione. Il Mezritcher Maggid, successore del Baal Shem Tov, dirà più tardi: "Se solo potessimo baciare un rotolo della Torah con lo stesso amore che il mio maestro [il Baal Shem Tov] baciava i bambini quando li conduceva allo Heder come assistente didattico!"

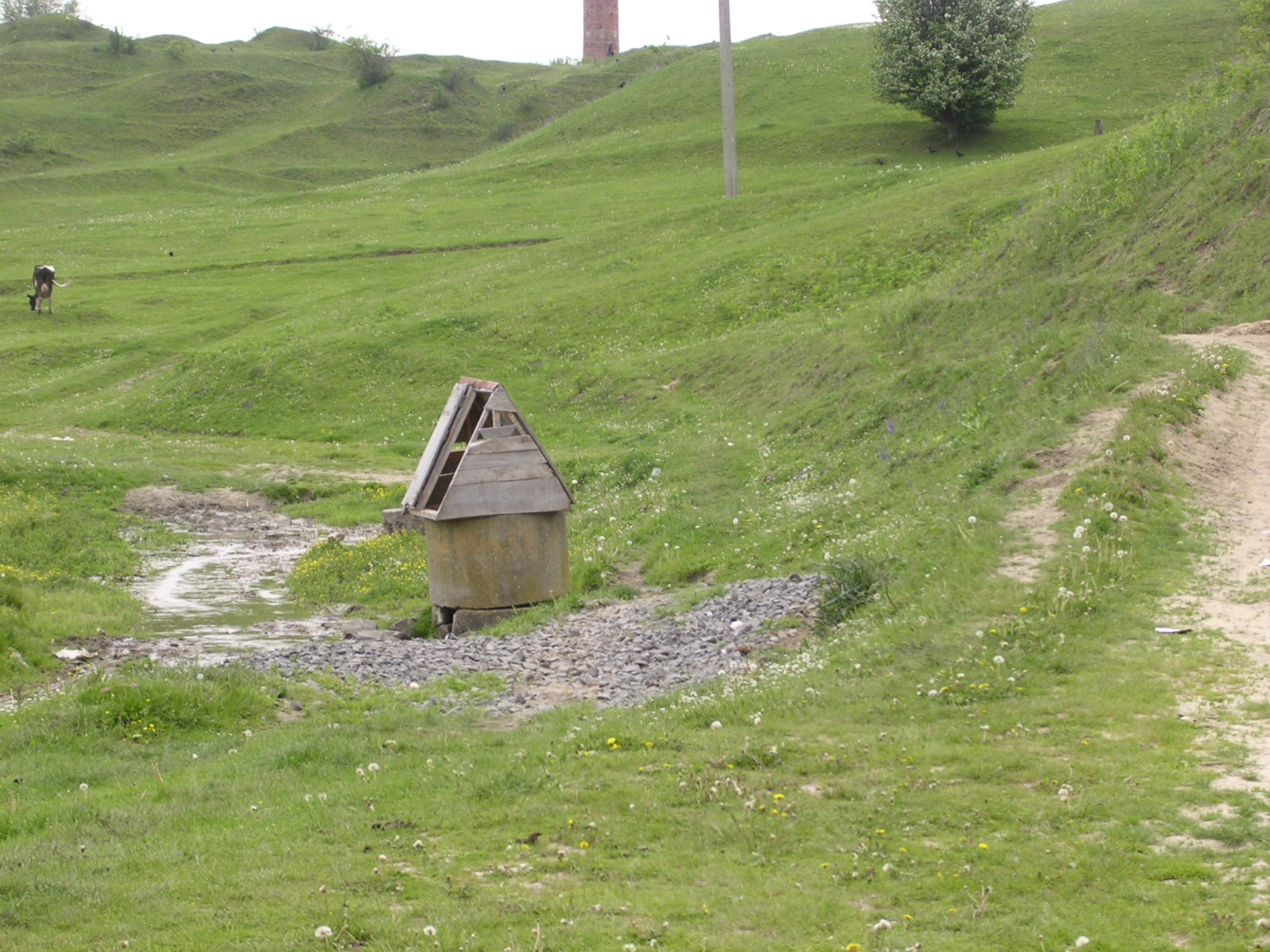
Pozzo appena fuori di Medzhybizh che si pensa sia stato scavato a mano dal Baal Shem Tov. Produce acqua potabile ancora nel ventunesimo secolo.

Il Baal Shem Tov aveva visioni durante le quali gli appariva il profeta Achia. Nel 1716 si sposò, ma la moglie morì poco dopo. Da quel momento viaggiò per tutta la Galizia orientale. Dopo aver prestato servizio per lungo tempo come aiutante in diverse piccole comunità dell'Ucraina occidentale, si stabilì come melamed a Tluste nei pressi di Zalischyky.
Aderi' alla società segreta dei mistici chiamati Tzaddikim Nistarim, e ne divenne loro leader, all'età di 18 anni. Prendendosi cura degli ebrei poveri, li incoraggiava diventare agricoltori per sottrarsi alla cronica povertà che li affliggeva. Questa società segreta decise che c'era bisogno di occuparsi delle necessità educative dei bambini presenti nelle piccole comunità agricole. Se non si riusciva a trovare un insegnante adatto, i membri della società stessa se ne sarebbero occupati fino a quando non fosse emersa una soluzione alternativa. In base a ciò - e in linea con la dottrina ebraica "il portatore della lettera deve adempiere ai suoi contenuti" . Divenne così assistente didattico e con profondo fervore cercò di infondere in questi bambini il rispetto dei genitori e l'amore di Dio e del prossimo. Ebbe a commentare in seguito: "Questo è stato uno dei momenti più felici della mia vita".
Grazie alla sua provata onestà e conoscenza della natura umana, venne scelto come arbitro e mediatore in cause giuridiche, e le sue prestazioni furono spesso portate in requisizione poiché gli ebrei avevano il loro propri tribunali civili in Polonia. In questa occasione si segnalò all'abbiente ed erudito ebreo Ephraim di Brody, che gli promise la mano della figlia Chana; purtroppo Ephraim morì senza aver avvertito la figlia di questa promessa di matrimonio, ma quando Chana seppe di tale promessa non esitò ad esaudirla. Il corteggiamento fu caratteristico. Negli abiti trasandati di un contadino, Israel si presentò a Brody davanti ad Abraham Gershon di Kitov, il fratello della ragazza e capo di una corte rabbinica locale, nonché autorità riconosciuta della Cabala e del Talmud. Abraham Gershon era sul punto di fargli l'elemosina, quando il Besht produsse una lettera dalla tasca, dimostrando di essere lo sposo designato. Abraham cercò allora di dissuadere la sorella Chana dallo svergognare la propria famiglia sposando un poveraccio, ma invano, dato che ella considerava quella del defunto padre la sola volontà autorevole.
Dopo il suo matrimonio, Israel non rimase a lungo con suo cognato, che si vergogna va di lui e si recò in un villaggio nei Carpazi tra Brody e Kassowa. I suoi beni terreni consistevano di un cavallo donatogli da suo cognato. Israel lavorò come operaio, scavando argilla e calce, che la moglie consegnava ogni settimana col carro ai villaggi circostanti, e da ciò derivavano il loro totale sostentamento. Il magnifico paesaggio di "questa rigogliosa regione dei Carpazi e la possibilità di goderlo senza le interruzioni della vita cittadina, li ricompensavano delle grandi privazioni". Israel ben Eliezer e Chana ebbero due figli: Udel (nata nel 1720) e Zvi Hersh.

### Sviluppo come guida spirituale

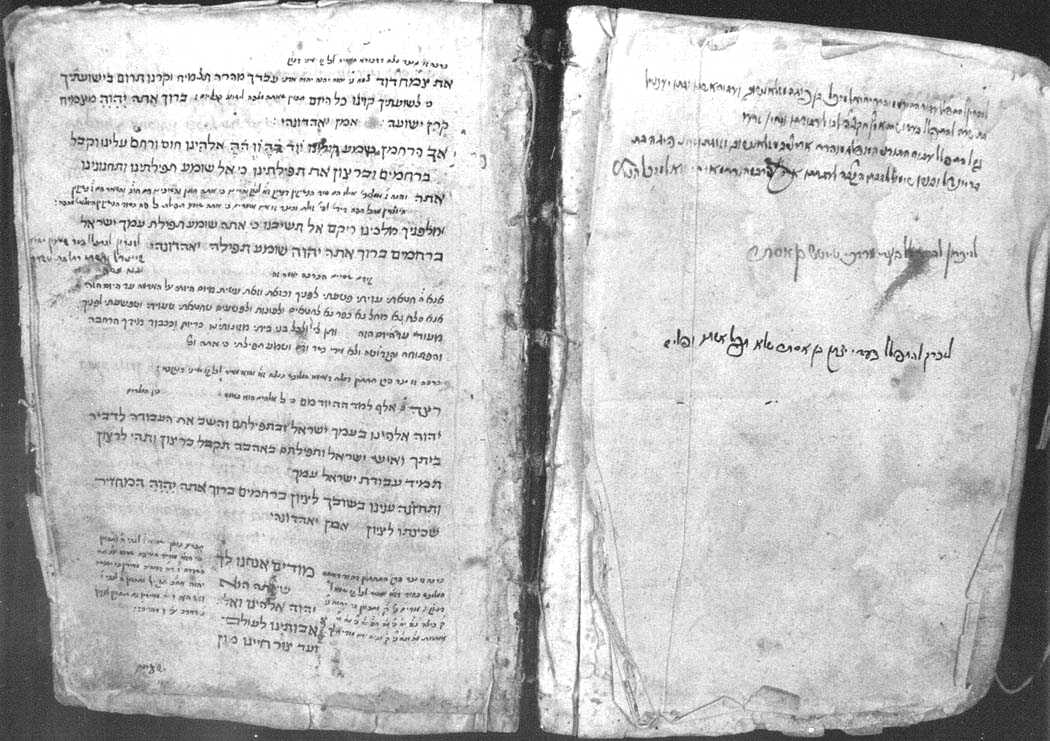
Il Siddur personale del Baal Shem Tov

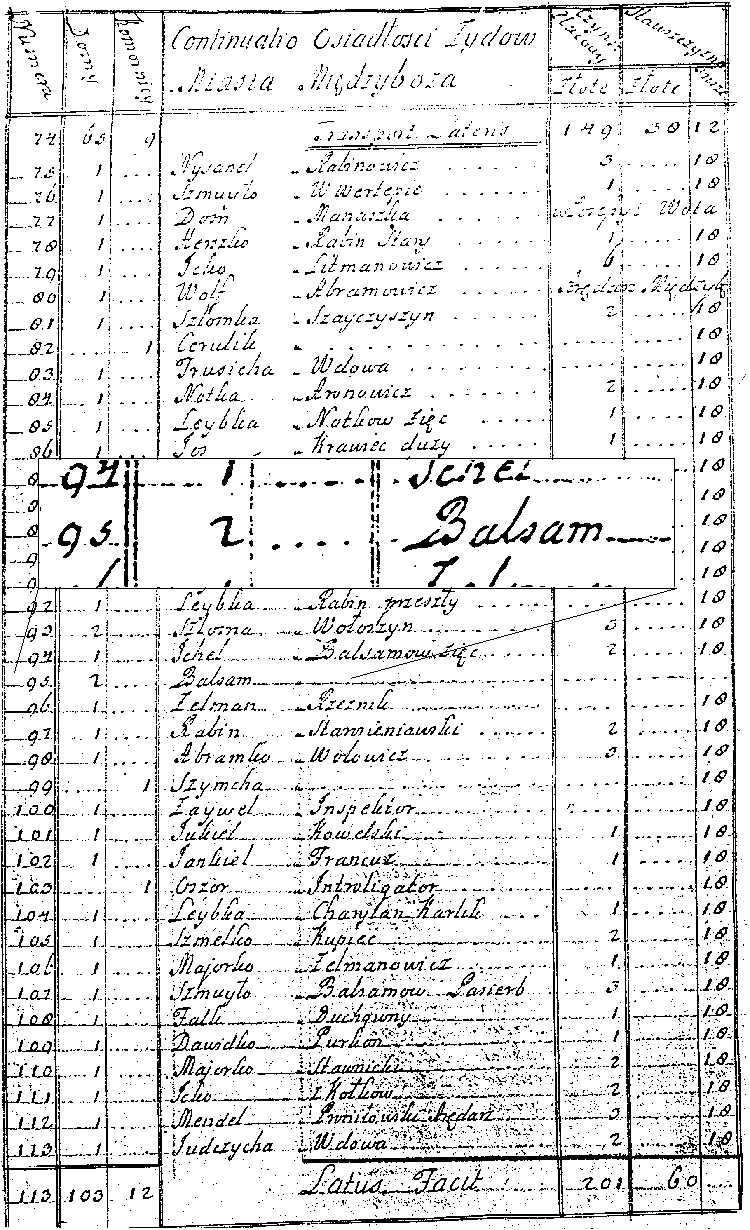
Esempio del censimento fiscale polacco del 1758 a Medzhybizh, che mostra "Baal Shem" come occupante della casa nr. 95

Migliorò la sua condizione quando assunse la funzione di macellaio rituale a Kshilowice, vicino a Iaslowice. Ben presto abbandonò questa posizione per gestire una taverna del villaggio grazie alla generosità di suo cognato. Durante i molti anni in cui era vissuto nei boschi ed entrato in contatto coi contadini, Israel aveva imparato ad usare le piante per scopi curativi ed effettuare numerose guarigioni. La sua prima apparizione in pubblico infatti fu come un "ordinario" Baal Shem – preparava amuleti e prescriveva cure.
Dopo molti viaggi come Baal Shem, tra Podolia e Volinia, considerando il suo seguito abbastanza grande e la sua autorità ormai stabilita, decise, attorno al 1740 di esporre i suoi insegnamenti negli shtetl di Medzhybizh e la gente, per lo più dall'élite spirituale, veniva ad ascoltarlo. Medzhybizh divenne la sede del movimento e della dinastia chassidica Medzybizh. Il suo seguito gradualmente aumentò e con esso l'antipatia, per non dire ostilità, dei talmudisti. Tuttavia, il Baal Shem Tov venne sostenuto, all'inizio della sua carriera, da due talmudisti di spicco, i fratelli Meïr e Isaac Dov Margalios. In seguito acquisì sempre più supporti da varie autorità rabbiniche universalmente riconosciute, che divennero suoi discepoli e attestarono sia la sua profondità intellettuale che la sua santità. Tra questi si annoverano Rabbi Meir Margolius, Rabbino Capo di Lemberg ed in seguito di Ostroha e autore di Meir Netivim (opera di responsa halakhici) e di altri scritti; Rabbi Yaakov Yosef Hakohen, rabbino di Polnoy; Rabbi Dovid Halperin, rabbino di Ostroha; Rabbi Israel di Satinov, autore di Tiferet Yisrael; Rabbi Yoseph Heilperin di Slosowitz e Rabbi Dovber di Mezeritch la cui fama come talmudista fu dovuta principalmente alle dottrine del Besht che furono introdotte in numerosi circoli culturali. Da notare che il rinomato rabbino sefardita, Chaim Joseph David Azulai cita il Baal Shem Tov nelle sue opere in termini molto positivi.

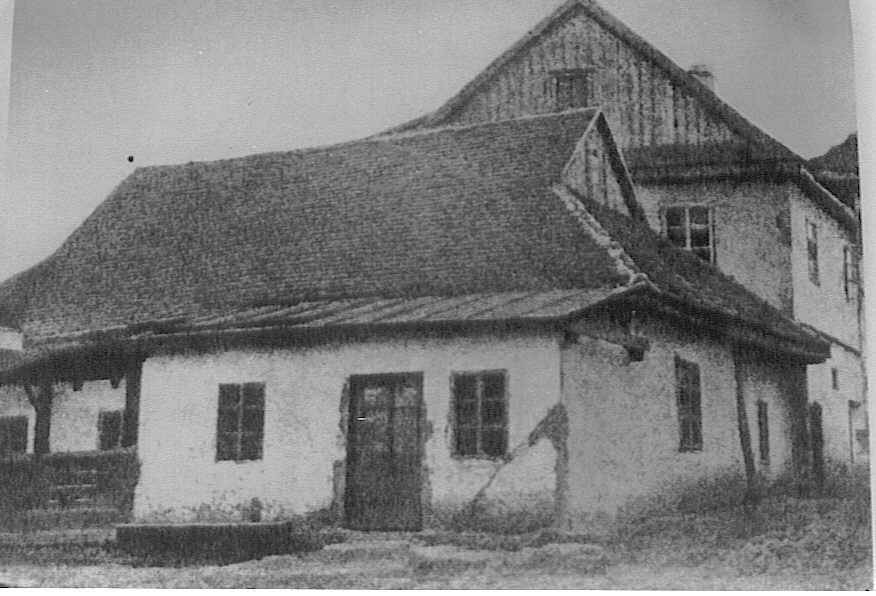
Esterni della sinagoga del Baal Shem Tov a Medzhybizh, verso il 1915 ca. Questa costruzione non esiste più, ma una sua riproduzione è stata ricostruita come museo sul sito originale

Sono reperibili diverse evidenze storiche dirette del Besht durante i giorni che visse a Medzhybizh. Il ricercatore Moshe Rosman ha scoperto numerosi documenti legali che fanno luce su questo periodo, ricevendoli dagli archivi della famiglia nobile polacca Czartoryski. La casa del Besht è menzionata su numerosi registri fiscali alla quale venne concessa l'esenzione fiscale dalle imposte locali, indicando così che egli era ben noto al magnate polacco come un importante personaggio cittadino. Molti colleghi del Besht nelle sue storie tratte dal Shivhei HaBesht appaiono anche in documenti dei tribunali polacchi, tra cui Ze'ev Lupo Kitses e Surkes Dovid. Rosman sostiene che i documenti polacchi dimostrano che il Baal Shem Tov ed i suoi seguaci non erano degli emarginati o dei paria, ma piuttosto una parte rispettata della vita comunitaria ebraica tradizionale. Medzhybizh all'epoca non era certo un villaggio arretrato ma una comunità fiorente, prospera e importante situata nella tenuta di Czartorysky.
Altri reperti comprendono il libro delle preghiere, il Siddur del Baal Shem Tov, presso la Biblioteca Agudas Chabad di New York, con le sue note personali manoscritte ai margini. La sua tomba può inoltre essere visitata a Medzhybizh, presso l'antico cimitero ebraico. (Cfr. Galleria fotografica)
Negli ultimi anni, l'organizzazione "Agudas Ohalei Tzadikim", con sede in Israele, ha restaurato molte tombe di Tzadikim (Ohelim) in Ucraina, tra cui quella del Baal Shem Tov. Una pensione e una sinagoga sono state costruite vicino all'Ohel del Baal Shem Tov e la sua sinagoga originale è stata meticolosamente ricostruita nel rispettivo villaggio. Entrambe le sinagoghe sono utilizzate dai molti visitatori che provengono da tutte le parti del mondo per pregare sulla tomba del Besht. (Cfr. Galleria).

### Dispute con i frankisti e morte
Mentre il Baal Shem Tov era in vita, i conflitti tra le varie correnti dell'ebraismo, tra il talmudismo e il chassidismo erano ridotti al minimo. Infatti, il Baal Shem Tov considerava se stesso ed i suoi seguaci come parte della corrente principale ebraica. Il Baal Shem Tov si schierò con i talmudisti nelle loro controversie contro i frankisti. Dopo la conversione in massa dei frankisti al cristianesimo, molte figure ebree preminenti si sentirono sollevate, poiché ciò dimostrava chiaramente la drastica separazione degli eretici dall'ebraismo tradizionale. Tuttavia il Baal Shem Tov si rattristò profondamente dell'accaduto e avrebbe detto: "Fintanto che un arto malato è ancora collegato al corpo, c'è speranza che possa essere salvato; ma una volta amputato, se n'è andato e non c'è più speranza." Lo sconvolgimento causato dal movimento frankista sembrò minare la salute del Baal Shem Tov, che infatti morì poco dopo.

## L'insegnamento
Israel ben Eliezer non ha lasciato libri; il commentario cabalistico di Salmi 107 attribuito a lui, dal titolo Sefer mi-Rabbi Yisrael Baal Shem-Tov (Žytomyr, 1804) potrebbe essere un apocrifo. Per esaminare i suoi insegnamenti è quindi necessario considerare i suoi discorsi come riportati nelle opere dei discepoli chassidim. La maggior parte è reperibile nelle opere di Rabbi Jacob Joseph di Polnoy. A seguito della morte del suo fondatore, lo Chassidismo fu coinvolto in uno scisma, dove ogni parte si arrogava su il diritto di disporre per sé l'autorità del Besht, per cui, da quel momento in poi, fu necessaria la massima cautela per giudicare l'autenticità dei discorsi attribuiti a Baʿal Shem Ṭov.
Gli autori Chapin e Weinstock sostengono che il Baal Shem Tov fosse essenzialmente la persona giusta, al posto giusto, al momento giusto. Nel XVIII secolo la Podolia era un luogo ideale per favorire un cambiamento nel pensiero ebraico. Sia i massacri di Bohdan Chmel'nyc'kyj che l'occupazione turca della Podolia causarono una forte diminuzione della popolazione, eventi che si verificarono proprio durante la vita di Ben Eliezer, di Sabbatai Zevi, la stirpe dei sabbatiani, come Malach e Jakob Frank, e i successivi discendenti spirituali. Una volta che i Magnati polacchi ripresero il controllo dai turchi, la Podolia visse un periodo di grande prosperità economica. I Magnati erano ben disposti verso gli ebrei, soprattutto per i benefici economici che ne derivavano, e incoraggiavano il reinsediamento ebraico per aiutare a proteggere la frontiera dalle future invasioni. Così la comunità ebraica si ritrovò a ricominciare tutto da capo. In questo contesto, gli ebrei della Podolia erano aperti a nuove idee: i nuovi e dinamici approcci di Ben Eliezer all'ebraismo erano quindi i benvenuti, espandendosi con poca resistenza in una parte della comunità desiderosa di cambiamento.

### Elementi della dottrina
Il principio fondamentale sul quale si basa lo chassidismo consiste in una concezione di Dio intensamente panenteistica, secondo la quale l'intero universo, la mente e la materia, sono una manifestazione del Divino e che tale manifestazione non è una emanazione di Dio, come i Mitnagdim interpretano la Cabala, poiché nulla può essere separato da Dio: tutte le cose sono forme in cui Dio si rivela. Quando l'uomo parla, dice il Besht, deve ricordarsi che il suo discorso è un elemento di vita e che la vita stessa è una manifestazione di Dio. In Dio esiste anche il male. Questa apparente contraddizione si spiega col fatto che il male non è male in sé, ma solo nella sua relazione con l'uomo. È sbagliato guardare una donna con desiderio, ma è divino ammirarla per la sua bellezza: è quindi sbagliato solo nella misura in cui l'uomo non considera la bellezza come una manifestazione di Dio, ma la fraintende e la pensa in riferimento a se stesso. Tuttavia, il peccato non è nulla di positivo, ma è identico con le imperfezioni delle azioni e del pensiero umano. Chi non crede che Dio risieda in tutte le cose, ma separa Dio da esse nei suoi pensieri, non ha la concezione giusta di Dio. È ugualmente fallace pensare ad una creazione nel tempo: la creazione, cioè l'attività di Dio, non ha fine. Dio è sempre attivo nei cambiamenti della natura: infatti, è in questi cambiamenti che consiste la continua creatività divina.
Questo panenteismo sarebbe stato ignorato se Ben Eliezer non fosse stato un uomo del popolo. Diede alla sua concezione metafisica di Dio un significato pratico. Il primo risultato dei suoi principi fu infondere nella comunità un notevole ottimismo. Dal momento che Dio è immanente in tutto, tutto deve possedere qualcosa di buono in cui Dio possa manifestarsi come fonte di bene. Per questo motivo, Ben Eliezer insegnava che ogni uomo deve essere considerato buono ed i suoi peccati devono essere spiegati, non condannati. Una delle sue frasi preferite era che nessun uomo affonda così in basso da non essere in grado di risollevarsi verso Dio. Naturalmente, poi fu il suo sforzo principale di convincere i peccatori che Dio si trovava tanto vicino a loro quanto ai giusti, e che le loro malefatte erano soprattutto le conseguenze della loro follia.
Al centro dell'insegnamento di Ben Eliezer c'è l'idea che si deve adorare l'Altissimo in ogni attività, non solo nell'osservanza di quanto prescritto ma in qualsiasi atto della vita quotidiana. Proclamava che non nella mestizia, ma nella gioia si deve amare il Signore e che il pentimento è sempre e comunque possibile. La sua fama di guaritore, le ampie vedute in ambito religioso che lo portavano ad accogliere gli studiosi come gli analfabeti – fatto pressoché unico nell'Europa orientale del XVIII secolo – e il dono di far sperimentare un vivo sentimento di redenzione gli attirarono una larga cerchia di seguaci che in seguito diedero vita a numerose comunità di chassidim.
Un altro importante risultato delle sue dottrine, sul piano pratico, fu la sua negazione che l'ascetismo fosse gradito a Dio. "Chi sostiene che questa vita sia senza valore è in errore: vale invece molto; uno però deve sapere come usarla correttamente". Fin dall'inizio il Baal Shem Tov combatté contro una visione sprezzante del mondo, che, tramite l'influenza della Cabala lurianica, era diventata quasi un dogma tra gli ebrei. Egli considerava la cura del corpo necessaria quanto quella dell'anima, poiché anche la materia è una manifestazione di Dio e non deve essere considerata come ostile o a lui contraria.
Così come Baʿal Shem Ṭov si opponeva agli asceti, così combatteva anche la rigidità e l'ipocrisia che si era accumulata sui rigorosi punti di vista talmudici, pur non abrogando nemmeno una singola osservanza o cerimonia religiosa. Il suo obiettivo di contesa era l'eccessiva importanza che l'interpretazione talmudica accordava al rispetto di una legge, mentre quasi del tutto trascurava il sentimento o la crescita della vita interiore dell'uomo. Mentre i rabbini del suo tempo consideravano lo studio del Talmud come la più importante attività religiosa, il Besht metteva tutta l'enfasi sulla preghiera. "Tutto ciò che ho raggiunto", osservò una volta, "l'ho ottenuto non attraverso lo studio, ma con la preghiera". La preghiera, tuttavia, non è semplicemente una petizione a Dio che conceda una richiesta e nemmeno necessariamente parlare con Dio, ma piuttosto un attaccamento a Dio - la gloriosa sensazione di unità con Dio Onnipotente, lo stato dell'anima in cui la persona rinuncia alla propria consapevolezza di esistenza separata e si unisce all'Essere Eterno di Dio Supremo. "Un tale stato produce beatitudine indescrivibile, che è il frutto più importante della vera adorazione di Dio".

## Influenza sullo chassidismo
(Israel ben Eliezer)
Gli sviluppi successivi della dottrina sono incomprensibili senza un esame dell'interpretazione del Besht riguardante il giusto rapporto dell'uomo con l'universo. La vera adorazione di Dio, come sopra spiegato, consiste nella separazione e l'unificazione con Dio. Per usare le sue stesse parole: "L'ideale dell'uomo è quello di essere egli stesso una rivelazione, chiaramente di riconoscere se stesso come manifestazione di Dio." Il misticismo, asserisce, non è la Cabala, che tutti possono imparare, ma quel senso di vera unità che di solito è così strano, inintelligibile e incomprensibile al genere umano come la danza lo è per una colomba. Tuttavia, la persona in grado di provare questa sensazione, è dotata di un'autentica intuizione ed è la percezione di tale persona che si chiama profezia, secondo il grado della sua intuizione. Da ciò risulta, in primo luogo, che la persona ideale potrebbe rivendicare un'autorità pari, in un certo senso, all'autorità dei Profeti. Questa attenzione all'unicità e alla rivelazione personale aiuta a comprendere il perché l'interpretazione mistica dell'Ebraismo da parte del Besht venga definita con il titolo di "panenteismo".
Un secondo e più importante risultato della succitata dottrina è che attraverso la sua unità con Dio, l'uomo forma un anello di congiunzione tra Creatore e creazione. Pertanto, modificando leggermente il versetto della Bibbia Abacuc 2:4, il Besht dice: "Il giusto si vivificherà con la sua fede." I seguaci di Israel ben Eliezer animarono questa idea e coerentemente ne dedussero la fonte della misericordia divina, delle benedizioni, della vita e che quindi, se uno ama Dio, può partecipare alla Sua misericordia.
Ma c'è un rovescio della medaglia, e il Baal Shem Tov avverte i suoi chassidim:
Amalek è vivo ancor oggi... Ogni volta che voi sentite una preoccupazione o un dubbio su come Dio stia governando il mondo — quello è Amalek che lancia un attacco contro la vostra anima. Dobbiamo cancellare Amalek dal nostro cuore sempre e ovunque egli attacchi, in modo da poter servire Dio con gioia completa.
Sebbene il Besht non possa essere ritenuto responsabile delle concezioni a lui successive, non vi è alcun dubbio che la fiducia in se stesso fu un fattore importante per acquisire proseliti. Dello Chassidismo si può dire che non esiste altra setta ebraica in cui il fondatore sia importante quanto le sue dottrine. Il Baal Shem Tov è ancora il vero e proprio centro dello Chassidismo e dei suoi chassidim; i suoi insegnamenti sono quasi scomparsi nell'oblio ma, come Solomon Schechter osserva finemente, "per gli chassidim, il Baal-Shem [Besht] ... è l'incarnazione di una teoria e tutta la sua vita [è] la rivelazione di un sistema."

## Caratteristiche e interpretazioni

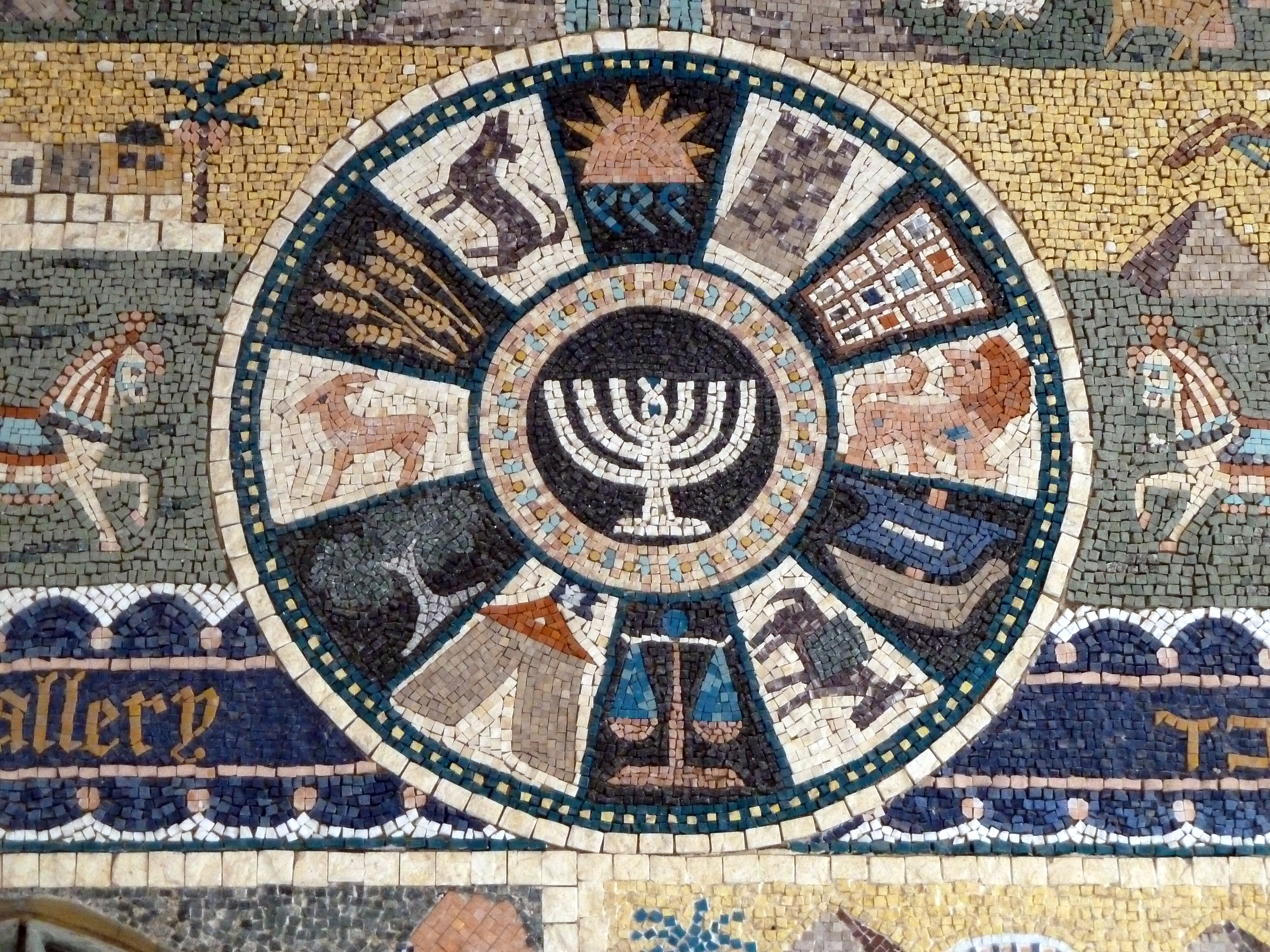
Mosaico delle dodici tribù di Israele, Città Vecchia di Gerusalemme

Il Besht non si opponeva all'ebraismo rabbinico, ma era lo spirito della pratica che lo contrariava. I suoi insegnamenti sono il risultato non di speculazione, ma di un profondo temperamento religioso: pose l'accento infatti sullo spirito religioso (cfr. Spiritualità) e non sulle forme di religione. Sebbene considerasse la legge come santa ed inviolabile, e sottolineasse l'importanza dello studio della Torah, dichiarò che tutta la sua anima avrebbe dovuto essere al servizio di Dio e che ciò costituisce la vera adorazione dell'Onnipotente.
Dal momento che ogni atto della vita è una manifestazione di Dio e deve per forza essere divino, è dovere dell'uomo vivere in modo che anche le cose terrene possano diventare nobili e pure, cioè divine. La sua vita fornì il migliore esempio ai suoi discepoli e i suoi rapporti con i locandieri offrì una protesta silenziosa ma efficace contro la pratica dei rabbini, i quali, nel loro senso inesorabile di rigorosa rettitudine, non avevano alcun rapporto con persone decadute moralmente. I chassidim raccontano di una donna i cui parenti cercavano di uccidere a causa della sua vita vergognosa, ma che fu salvata nel corpo e nell'anima da Besht. La storia è forse un mito, ma è caratteristica dell'attività del mistico nel guarire i più bisognosi ed indigenti. Più importante della preghiera era per lui il rapporto di amicizia con i peccatori, anche se la preghiera costituiva un fattore essenziale per la vita religiosa. La storia del Mistico del Baal Shem Tov offre molti esempi di altruismo e profonda benevolenza. Mentre queste qualità caratterizzano ugualmente una serie di rabbini del suo tempo, i suoi tratti distintivi furono l'atteggiamento misericordioso verso gli altri, la mancanza di paura, combinata con un'antipatia per le discordie e una gioia sconfinata per la vita. Inoltre i suoi metodi di insegnamento differivano decisamente da quelli dei suoi avversari, contribuendo molto al suo successo. Diresse molte osservazioni satiriche contro i suoi avversari, una in particolare caratterizza la sua designazione del talmudista tipico del suo tempo come "un uomo che per puro studio della legge non ha tempo di pensare a Dio". Il Besht illustrò le sue vedute dell'ascesi con la seguente parabola:
Non con la fuga dai piaceri terreni per paura si assicura la potenza dell'anima, ma tenendo le passioni sotto controllo. Gran parte del successo di Israel ben Eliezer fu dovuto alla sua ferma convinzione che Dio gli aveva affidato una missione speciale di diffondere le proprie dottrine. Nel suo entusiasmo ed estasi, credette di aver spesso visioni celesti, che gli rivelavano la sua missione. In effetti, per lui ogni intuizione fu una rivelazione divina ed i messaggi divini furono all'ordine del giorno.

### Nel ventunesimo secolo
Il chassidismo che scaturì dagli insegnamenti e dalla personalità carismatica del Baal Shem Tov continua a mantenere la fedeltà di segmenti ebraici significativi dell'Europa orientale e della nuova diaspora ebraica. I Rebbe, guide spirituali delle varie correnti chassidiche, continuano ad esercitare una notevole influenza tra centinaia di migliaia di seguaci.
Durante il XVIII secolo il chassidismo era visto come una minaccia radicale all'ortodossia, ma dall'inizio del XXI secolo il movimento è diventato un baluardo della tradizione ebraica e dell'ortodossia stessa. Nonostante l'apparente conflitto con il mondo secolare postmoderno, una serie di nuovi movimenti religiosi e sociali - tra cui l'istruzione laica, l'alta tecnologia, l'ateismo, il materialismo, la Shoah, il sionismo, l'ascesa e la caduta del marxismo-leninismo (1917-1991) e l'immigrazione di massa verso il Nuovo Mondo dopo la seconda guerra mondiale - il movimento chassidico continua a sopravvivere e perfino a prosperare.
Di fronte alla superficialità, crudeltà e grossolanità della cultura postmoderna – e nonostante i progressi degli ebrei modernizzati, riformati e laici, nel respingere il misticismo per un razionalismo più letteralista - lo chassidismo seguita ad offrire una forma distinta di vita culturale ebraica ricca, elaborata e passionale.

## Nella leggenda
Nella tradizione chassidica esiste un detto: "Chi crede a tutte le storie di miracoli del Baal Shem Tov e di altri mistici e santoni, è uno sciocco, ma a chi osserva una qualsiasi storia individuale e dice 'questa non è vera', è un eretico."
A Rabbi Israel Baʿal Shem Ṭov una volta venne chiesto: "Perché gli chassidim si mettono di colpo a cantare e ballare appena ne capita la minima occasione? È forse questo il modo di comportarsi, per gente sana e intelligente?"

Il Baal Shem Tov rispose con una storia:
"Una volta un musicista arrivò in città – un musicista di grande talento ma non riconosciuto. Si mise in un angolo della strada ad iniziò a suonare.

Coloro che si fermavano ad ascoltare non potevano più andarsene e presto una grande folla si radunò intorno a lui affascinata dalla meravigliosa musica, della cui bellezza mai prima avevano goduto. In breve tutti cominciarono a muoversi al suo ritmo e l'intera strada si trasformò in una massa danzante di umanità.

Un uomo sordo che passava di lì, chiese: Ma che il mondo è impazzito? Perché gli abitanti della città saltano su e giù, agitando le braccia e girando in tondo nel mezzo alla strada?

Gli chassidim," concluse il Baal Shem Tov, "si muovono al suono della melodia che scaturisce da ogni creatura della creazione di Dio. Se ciò li fa apparire folli a quelli con orecchie meno sensibili, dovrebbero forse cessare di ballare?"
Circa i suoi genitori, la legenda narra che suo padre Eliezer, la cui moglie viveva ancora, fu catturato durante un attacco, forse dei Tatari, portato via dalla Valacchia e venduto come schiavo ad un principe. Grazie alla sua saggezza, ottenne il favore del principe, che lo diede al re affinché fosse suo ministro. Durante una spedizione intrapresa dal re, quando ogni altro consiglio si era dimostrato inutile e tutti erano sfiduciati, il consiglio di Eliezer fu accettato ed il risultato fu una vittoriosa battaglia di importanza decisiva. Eliezer fu nominato generale e poi Primo ministro, dopodiché il re gli diede la figlia del viceré in sposa. Tuttavia, essendo consapevole del suo dovere come ebreo e come marito di una donna ebrea in Valacchia, sposò la principessa solo di nome. Dopo essere stato interrogato a lungo per il suo strano comportamento, confessò alla principessa di essere ebreo e questa lo riempì di costosi regali e lo aiutò a scappare per ritornare al suo paese. Sulla via del ritorno il profeta Elia apparve ad Eliezer e gli disse: "Grazie alla tua pietà e fermezza, avrai un figlio che illuminerà gli occhi di tutto Israele e Israel sarà il suo nome, perché in lui si realizzerà il versetto (Isaia 49:3): 'Mio servo tu sei, Israele, sul quale manifesterò la mia gloria'". Tuttavia Eliezer e sua moglie Sarah raggiunsero la tarda età senza figli e avevano abbandonato ogni speranza di averlo, quando invece, quasi all'età di cento anni, nacque il figlio promesso.
I genitori del Besht morirono poco dopo la sua nascita, lasciandogli in eredità solo l'esortazione paterna sul letto di morte: "Credi sempre che Dio è con te e non temere di nulla." Israel rimase costantemente fedele a questa ingiunzione. Infatti, in una occasione, quando stava accompagnando degli scolari in sinagoga, fu visto un lupo, terrore di vecchi e giovani, cosicché i bambini vennero tenuti in casa. Ma il Besht, fedele al lascito del padre, non provava paura e, al secondo incontro col lupo, lo assalì così vigorosamente da indurlo a girarsi e fuggire. Ora, dice la leggenda, questo lupo era Satana. Satana era stato molto turbato nel constatare che le preghiere dei bambini avevano raggiunto Dio, il Quale si prendeva più diletto dalle canzoni infantili dei loro cuori puri che non dagli inni dei leviti nel Tempio di Gerusalemme – e fu per questo che Satana cercò di porre un freno all'insegnamento del Besht, che portava i bambini alla preghiera in sinagoga. Da quel momento in poi, le lotte con Satana, coi demòni e ogni sorta di spirito maligno furono le ricorrenze quotidiane del Besht. Il vero significato della storia è che anche il lupo/satana aveva una scintilla del Divino nel suo involucro.

## Galleria d'immagini

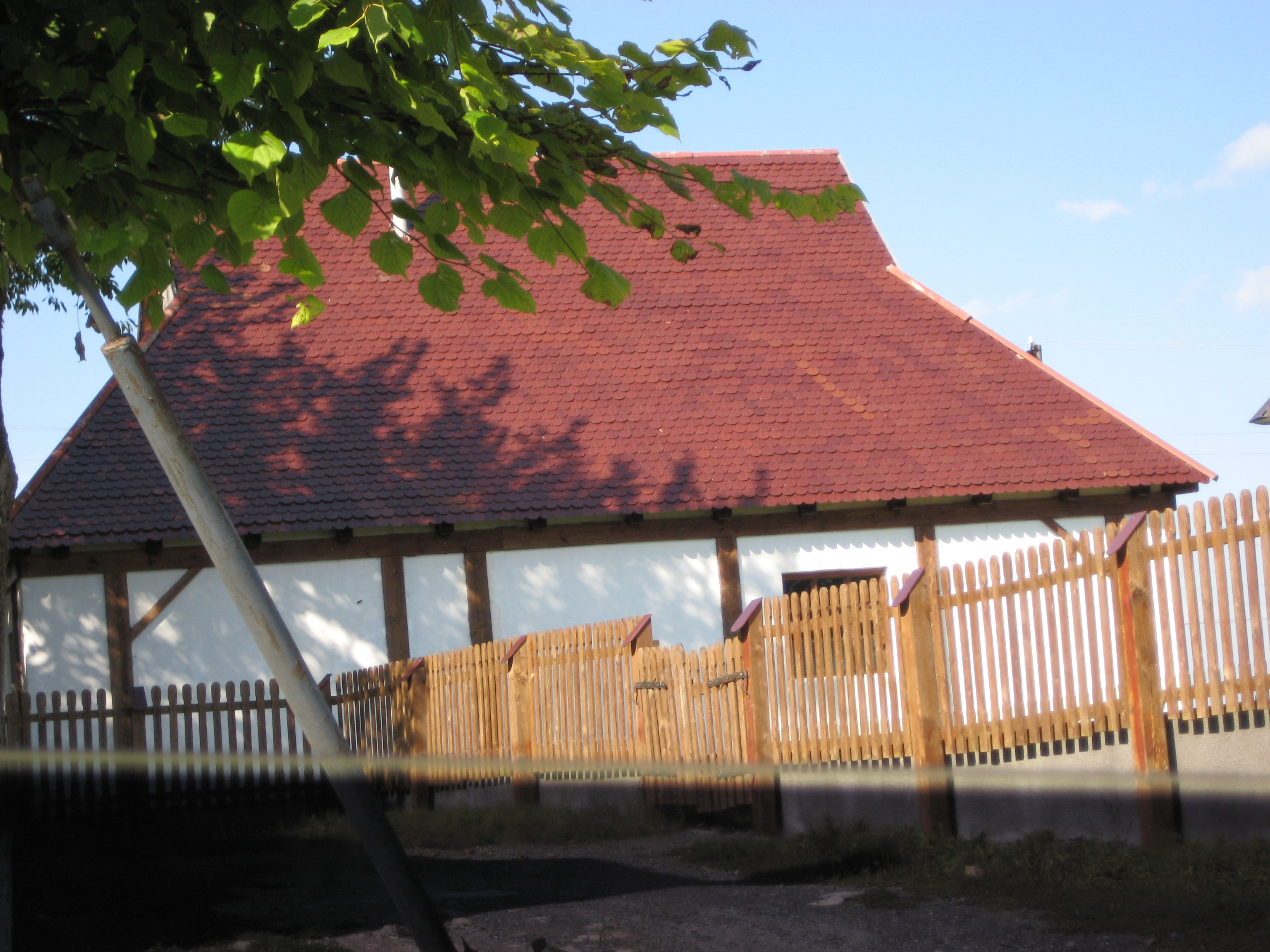
Shul del Baal Shem Tov, ricostruita (come museo) - 4 agosto 2008
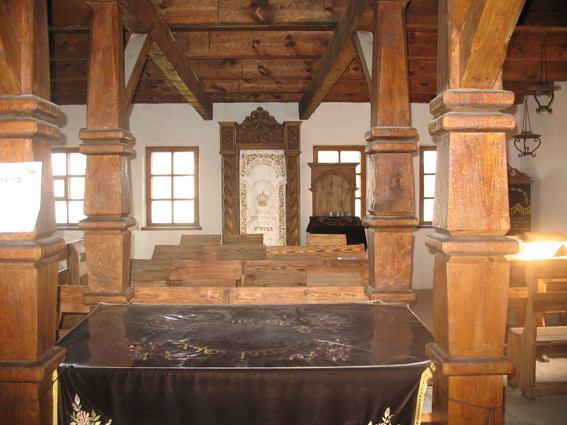
Interno della Shul
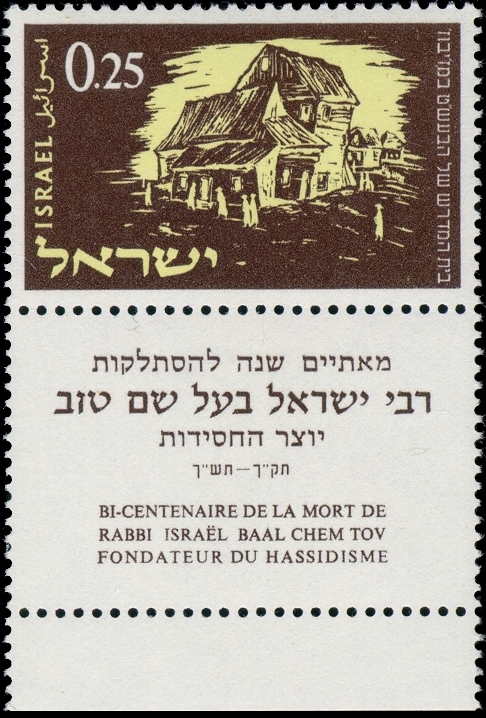
Francobollo commemorativo israeliano, con l'antica shul di Medzhybizh
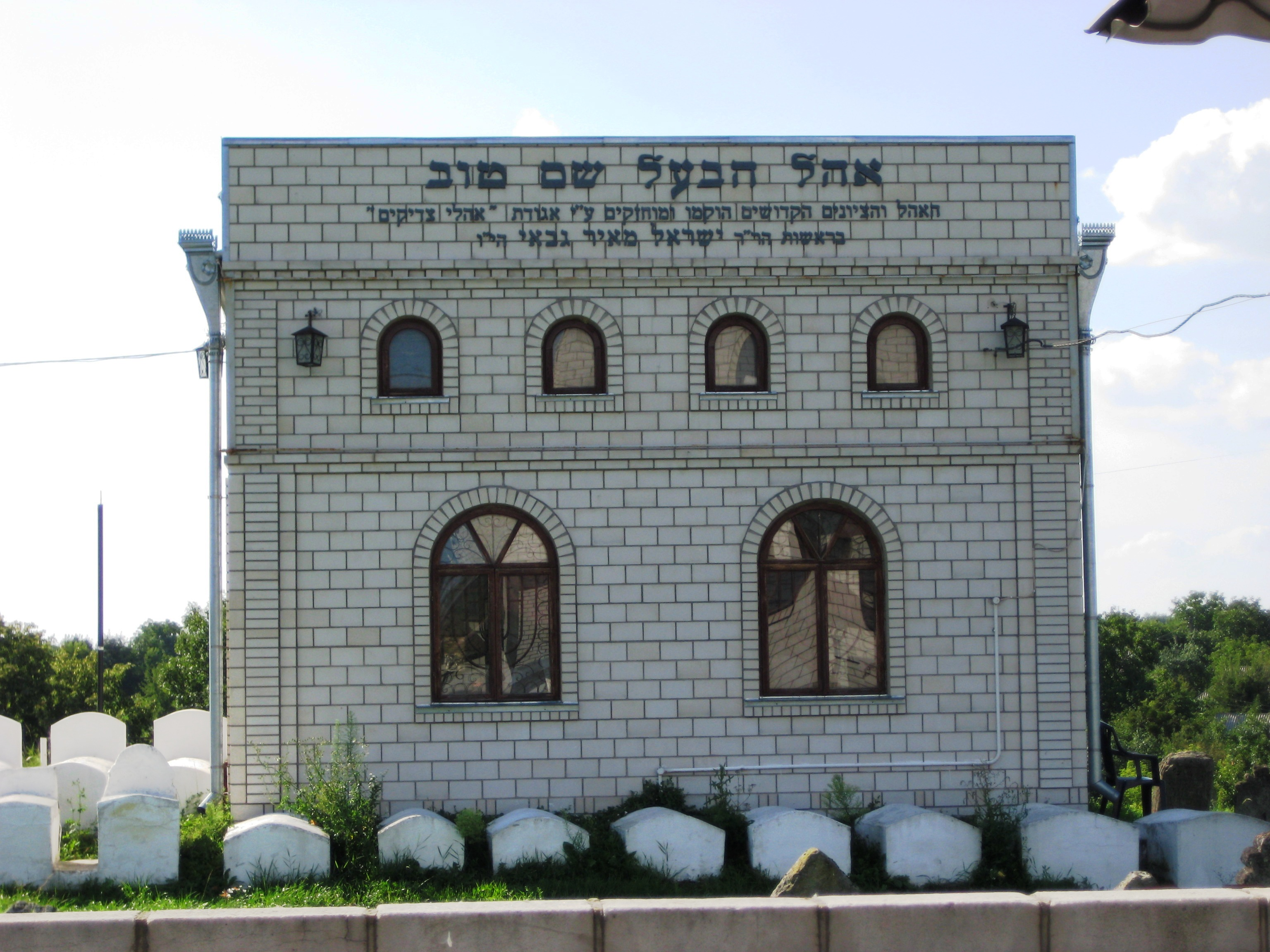
Ohel del Baal Shem Tov a Medzhybizh
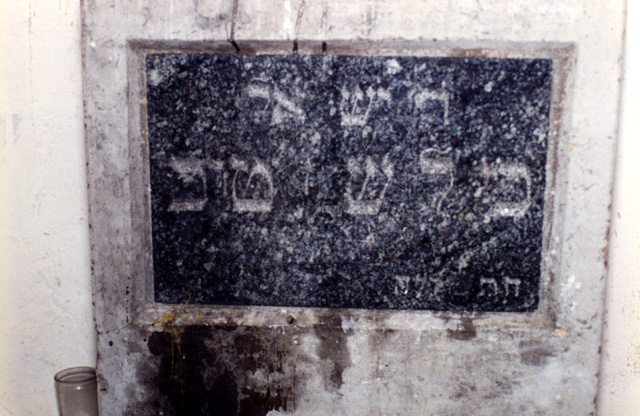
Pietra tombale del Baal Shem Tov a Medzhybizh (prima del restauro del 2006-2008) con l'iscrizione רבי ישראל בעל שם טוב
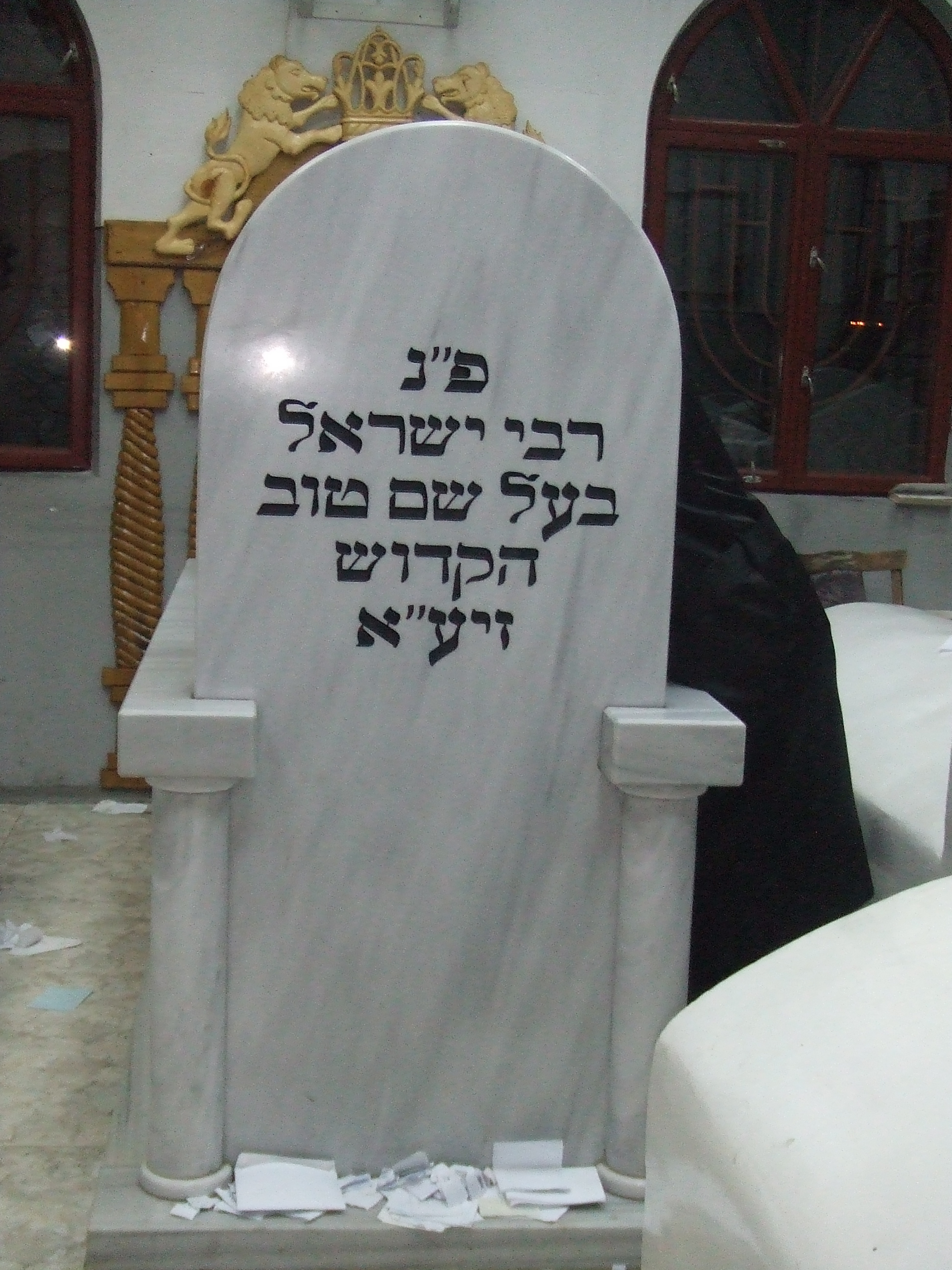
Pietra tombale del Baal Shem Tov a Medzhybizh dopo il restauro (2008)
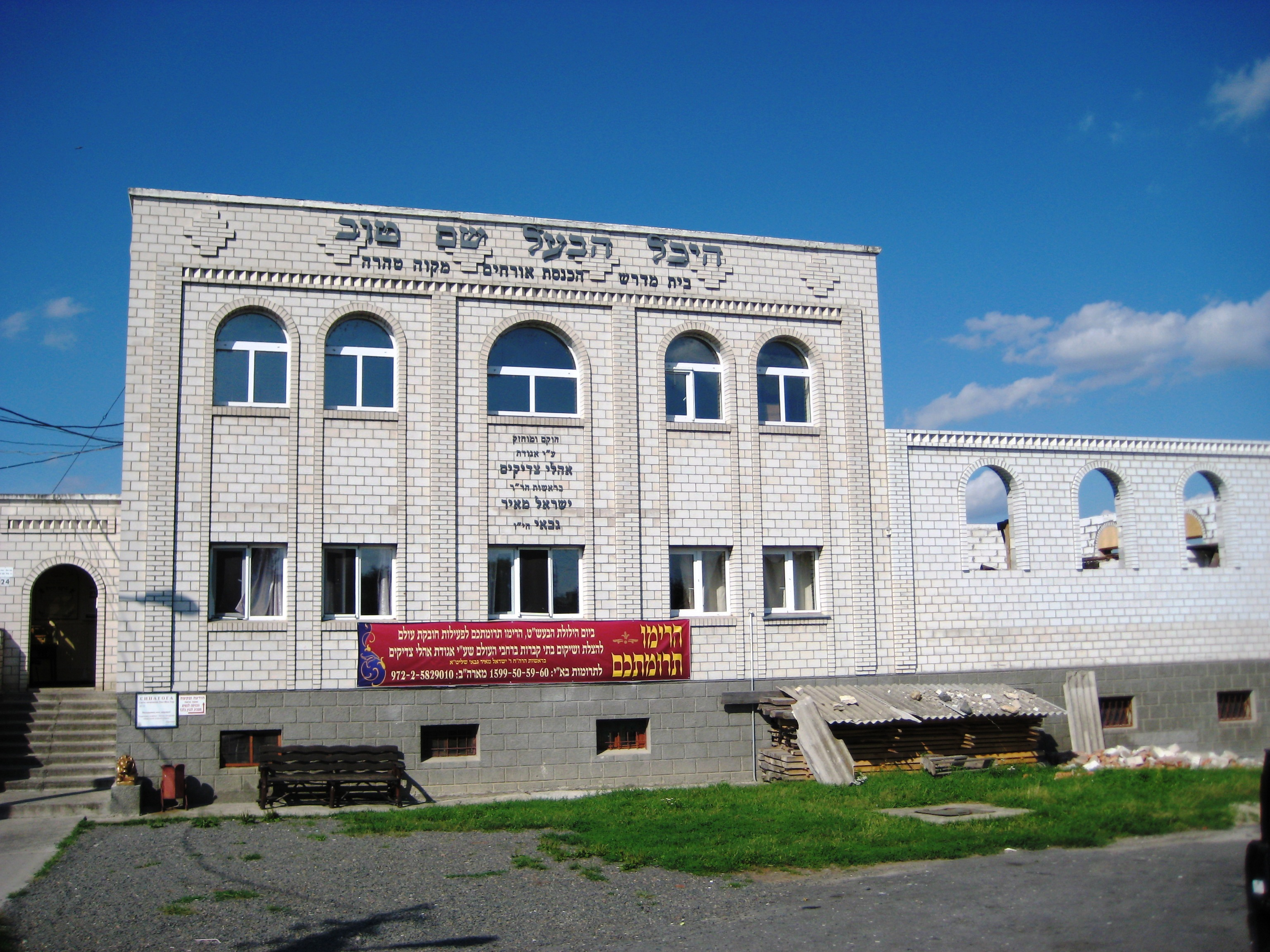
Nuova pensione e sinagoga vicino all'Ohel del Baal Shem Tov (lavori in corso) - 4 agosto 2008
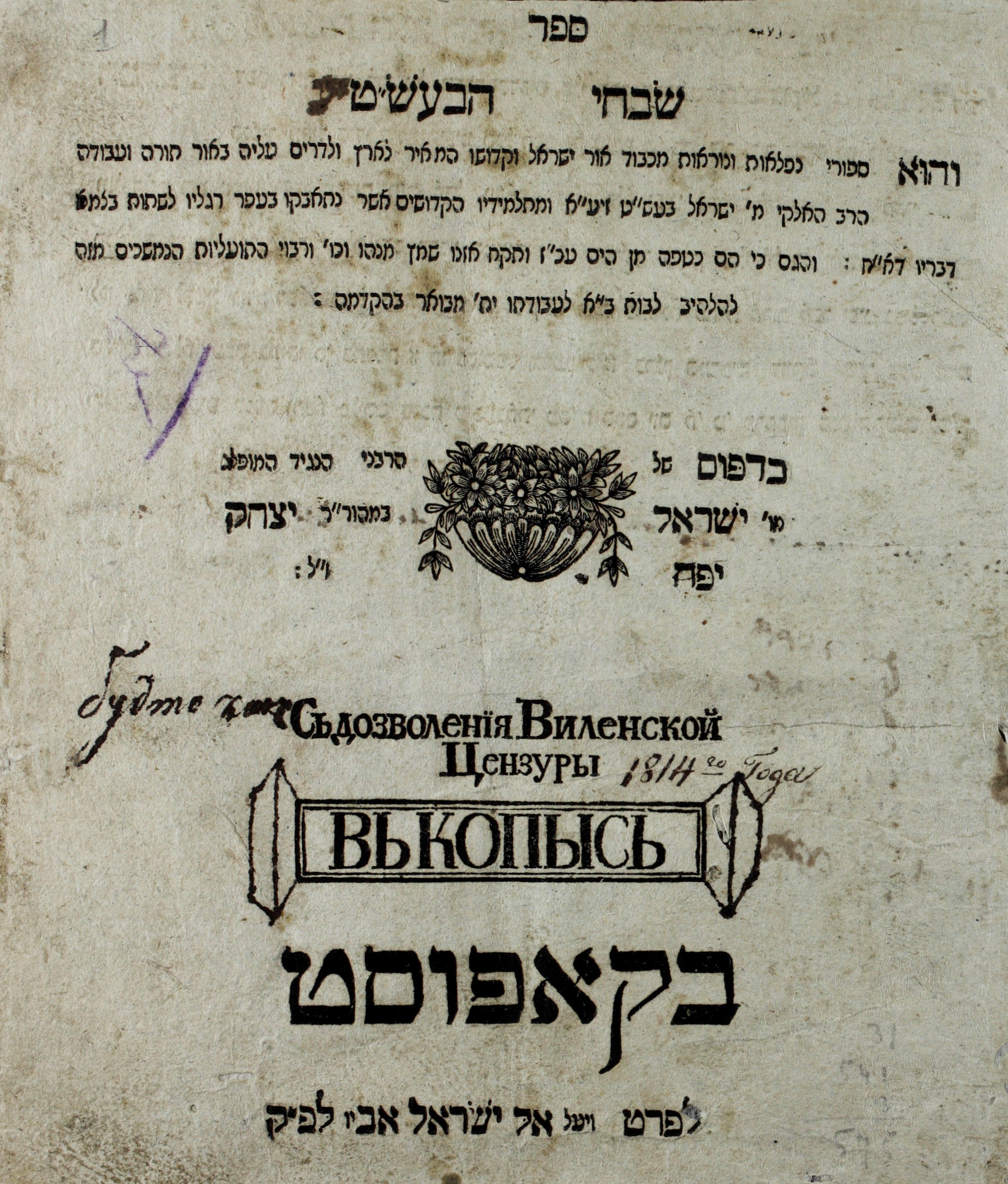
Frontespizio del Shivchei ha-Besht, Kapust, 1ª edizione (1814-1815)
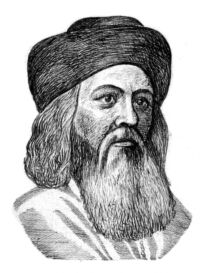
Variazioni di questa immagine, originariamente sottotitolata Baʻal Shem, sono comunemente usate per raffigurare il Baʻal Shem Tov. Si ritiene invece che siano un ritratto del rabbino Hayyim Samuel Jacob Falk, il Baʻal Shem di Londra[55].

## Lascito
Il Baal Shem Tov impartì direttamente i suoi insegnamenti ai propri discepoli, alcuni dei quali fondarono le rispettive dinastie chassidiche. Tra questi:
- Rabbi Yaakov Yosef di Polnoy (1710-1784)
- Rabbi Ze'ev Wolf Kitzes di Medzhybizh (~1685-1788)
- Rabbi Yechiel Michel di Zlotchov (1721–1786)
- Rabbi Dovber di Mezeritch (1704–1772) che risale a Re Davide attraverso Rabbi Yohanan, il calzolaio e maestro del Talmud
- Rabbi Pinchas di Korets (1728–1790)
- Rabbi Menachem Nachum Twersky di Černobyl' (1730–1797) fondatore della Dinastia Černobyl'.
- Rabbi Leib di Špola (1725–1812)
- Rabbi Abraham Gershon di Kitov, genero del Baal Shem Tov (1701–1761); discendente (forse nipote) di Shabbatai ha-Kohen (detto il "ShACh") (1625–1663).
- Rabbi Meir Margolius di Ostroha
- Rabbi Moshe Chaim Ephraim di Sudilkov/Ephrayim di Sudylkov (suo nipote)
- Rabbi Boruch di Medzhybizh (suo nipote)
- Rabbi Meir Hagadol di Premishlan (1703–1773)